# Andrea Dewar
Andrea Dewar, född 9 juli 1979 i Pointe-Claire, är en kanadensisk vattenpolospelare som ingick i det kanadensiska landslaget vid olympiska sommarspelen 2004. Hon spelade fyra matcher i damernas vattenpoloturnering i samband med de olympiska vattenpolotävlingarna 2004 i Aten där Kanada kom på sjunde plats.
Dewar tog silver i damernas vattenpoloturnering i samband med panamerikanska spelen 2003 i Santo Domingo. Hon avlade 2001 kandidatexamen i fysioterapi vid McGill University.